# Шези
Шези (фр. Chézy) насеље је и општина у централној Француској у региону Оверња, у департману Алије која припада префектури Мулен.
По подацима из 2011. године у општини је живело 211 становника, а густина насељености је износила 5,78 становника/km². Општина се простире на површини од 36,53 km². Налази се на средњој надморској висини од 240 метара (максималној 274 m, а минималној 218 m).

## Демографија
| 1962. | 1968. | 1975. | 1982. | 1990. | 1999. | 2011. |
| ----- | ----- | ----- | ----- | ----- | ----- | ----- |
| 305   | 305   | 245   | 203   | 244   | 218   | 211   |

График промене броја становника у току последњих година